# Tupertalik
Tupertalik er et en lokation i Søndre Isortoq-fjorden ved Maniitsoq i Grønland. 
Tupertalik er kendt blandt geologer på grund af en karbonatit-intrusion som er den ældste af sin art i verden. Intrusionen er 3 milliarder og 7 millioner år gammelt. Intrusionen indeholder blandt andet halvædelsten Lapis lazuli.
Tupertalik er beliggende ved foden af bjerget Nukappiaq som er 1,3 km højt og der er et vandfald på stedet.